# Batalla de Severodonetsk (2014)
La batalla de Severodonetsk fue una serie de enfrentamientos entre las tropas ucranianas y las formaciones de la República Popular de Lugansk (RPD) durante la Guerra del Dombás en y alrededor del grupo de ciudades de Rubizhne, Lisichansk y Severodonetsk en Ucrania oriental por el control de la cuenca del Donets. Aunque la batalla deriva su nombre de la ciudad, no hubo combates el corazón de Severodonetsk, en comparación con la posterior batalla de 2022.

## Cronología

### Mayo
El 22 de mayo de 2014, un convoy de la 30.ª Brigada Mecanizada de las Fuerzas Armadas de Ucrania entró en la ciudad de Rubizhne. Después de eso, giró hacia Lisichansk y Severodonetsk. En el camino, el convoy fue atacado con lanzagranadas y armas pequeñas por separatistas de la RP de Lugansk del destacamento Pavel Leonidovich Dryomov. Durante la batalla, las Fuerzas Armadas de Ucrania perdieron dos vehículos de combate de infantería y un Ural de carga con un cañón antiaéreo en la parte trasera.
A fines de mayo de 2014, hubo intensos combates entre separatistas de la RP de Donetsk y unidades de la Guardia Nacional de Ucrania. Los medios de comunicación informaron sobre el uso por parte del ejército ucraniano de obuses, morteros autopropulsados Tyulpan y sistemas de cohetes de lanzamiento múltiple Grad.

### Julio
El 22 de julio de 2014, los separatistas de la RP de Donetsk se retiraron de Severodonetsk. Unidades de la Guardia Nacional de Ucrania entraron en la ciudad.
A partir del 23 de julio de 2014, las Fuerzas Armadas de Ucrania y la Guardia Nacional de Ucrania continuaron enfrentándose en las calles con los separatistas. Según los combatientes de la Guardia Nacional, encontraron en la ciudad un obús, más de 50 kilogramos de plástidos, 15 proyectiles de alto explosivo y otras municiones. La lucha continuó hasta el 24 de julio, cuando en la ciudad de Lisichansk, un coronel de la NSU Alexander Vitalyevich Radievsky, quien recibió póstumamente el rango de general de división, fue asesinado por separatistas.